# 곽조
곽조(郭祖, ? ~ ?)는 중국 후한 말의 무장이다.

## 생애
원소(袁紹)를 섬겼다.
공손독(公孫犢) 등 수십 명과 함께 원소에게 중랑장(中郞將)에 임명되었으며, 태산(泰山)을 거점으로 하여 약탈을 일삼아 백성들을 괴롭혔다.
이에 조조(曹操)의 부하 여건(呂虔)은 기병을 이끌고 군으로 와 은혜와 믿음을 베풀었고, 곽조 등은 그에게 귀부하였다.
《상존호비(上尊號碑)》에 둔기교위(屯騎校尉) · 도정후(都亭侯)이고 이름이 조(祖)인 사람이 등장하는데, 《금석췌편(金石萃編)》에서는 이 인물을 곽조로 추정하였다.